# Francisco Cerdá y Rico
Francisco Cerdá y Rico (Castalla, Alicante, 8 de junio de 1739 - Madrid, 5 de enero de 1800) es un reconocido, erudito, humanista, jurisconsulto y escritor español de la Ilustración.

## Biografía
En 1761 se estableció en Madrid, donde se convirtió en amigo y protegido de Gregorio Mayáns y Siscar, con el que mantuvo una asidua correspondencia en latín. En Madrid fue Oficial de la Secretaría de Indias y de la Biblioteca Real de Madrid (1766), y corresponsal del jurisconsulto montañés Fernando José de Velasco y Ceballos, consejero y camarista de Castilla y, más tarde, abogado personal del Duque de Arcos. 
Destacado paleógrafo, en 1775 ingresó en la Real Academia de la Historia. Escribió Clarorum Hispanorum Opuscula selecta et rariora tum latina, tum hispana, magna ex parte nunc primum in lucem edita. Collecta et illustrata (1781) y se encargó de la reedición de varios de los clásicos españoles, entre los que destacan algunas de las obras de Francisco Sánchez de las Brozas; Memorias históricas de los reyes Alfonso el Sabio y Alfonso el Noble de Castilla, del Marqués de Mondéjar y los textos De hispana progenie vocis y Filosofía Moral que el mismo Mayáns había escrito en latín. 
Siguiendo su ejemplo, intentó restaurar la tradición científica y literaria de España, para lo cual reimprimió importantísimos textos latinos y castellanos, ilustrándolos con estudios, notas, biografías, etcétera. Así, las obras latinas de Luis de Lucena, Alfonso García Matamoros, Juan Ginés de Sepúlveda o Juan Cristóbal Calvete de Estrella, la Expedición de catalanes y aragoneses de Francisco de Moncada, la Crónica de Alfonso Onceno (1788), las Memorias históricas de don Alfonso el Sabio (1777) y las de Don Alfonso Octavo (1779), las Coplas de Jorge Manrique, la Nueva idea de la tragedia antigua de José Antonio González de Salas, las Poesías espirituales de Fray Luis de León o las Obras de Francisco Cervantes de Salazar.
- Datos: Q5483254